# Etniska skämt
Etniska skämt är skämt som bygger på stereotyper och/eller kritik om andra folkgrupper eller nationaliteter, ofta mellan två geografiskt närliggande grupper eller om en grupp inom en större region. Personerna i historien brukar oftast beskrivas och upplevas kritiskt[källa behövs].

## Redan de gamla grekerna...
Etniska skämt är en gammal företeelse inom folkloren. Judarna i det gamla Israel berättade dumhistorier om Nasaret[källa behövs].
Redan på 100-talet e.Kr. berättades skämt om invånarna i Abdera i Thrakien, där dumheten sades ha orsakats av luften. Herakles, säger sagan, hade en vän och medhjälpare som hette Abderas, och denne följde honom till Thrakien där han blev uppäten av kung Diomedes människoätande hästar. Denne sörjde honom mycket och grundade till hans ära staden Abdera. Luften i Abdera som låg på Egeiska havets nordkust påstods inverka menligt på invånarnas förstånd och omdöme, och abderiterna blev därför dummare än andra människor. En gång efter ett gästspel av en stor skådespelare angreps de av en svår farsot vid namn abderitiskt patos; den tog sig uttryck i att de gick omkring och skrek och gestikulerade åt varandra hela dagarna, och den store läkaren Hippokrates som bodde i staden nödgades ägna all sin tid att söka bota detta. Abderiterna var svaga för konst även i andra former; de kunde exempelvis aldrig få sina monument stora nog. På sitt torg ställde de således upp en storartad springbrunn som föreställde Poseidon omgiven av en mängd nereider, tritoner, delfiner och andra havsväsen som skulle spruta vatten i alla riktningar, men tyvärr visade sig figurerna vara för många för att vattnet skulle räcka till annat än lite dropp genom deras näsborrar. När fontänen spelade för fullt såg det ut som om havsguden och hela hans hov hade drabbats av snuva. 
Boiotien i den europeiska delen och Frygien i Mindre Asien samt även grekerna bosatta vid Svarta havet har också fått sin beskärda del av berättelser om dumheten.
Har dumheten något korn av sanning? På fastlandet mitt emot ön Lesbos låg staden Kyme, vars befolkning ansågs som riktiga dummerjönsar. Det hade nämligen dröjt 300 år efter stadens grundläggning innan invånarna kom på att de kunde ta upp tull från handelsmännen i stadens stora och fina hamn, enligt Strabon. Utöver detta skall befolkningen en gång ha lånat pengar till ett statligt projekt och då ställt stadens portiker som säkerhet. När de sedan inte lyckades betala lånet i tid blev de följaktligen hindrade av fordringsägarna att utnyttja portikerna. Kreditorerna fick emellertid dåligt samvete när de såg hur folket gick omkring och huttrade i regnet och blåsten och skickade därför ut härolder som hojtade att de kunde gå in i portikerna. Ryktet spred sig snart att i Kyme gick folk ute i regnet till dess de blev tillsagda att gå in under tak.

## Internationell översikt
Sentida motsvarigheter till grekernas Abdera kan sägas vara Krähwinkel, ett sedan 1100-talet använt ortnamn, använt i August Friedrich Kotzebues lustspel Die deutsche Kleinstädter från 1803 som satiriserar titelsjuka, skvaller och viktighet hos kälkborgarna i Krähwinkel (Kråkvinkel), Trangvik och Grönköping. Bland finlandssvenskar berättades historier om bembölingarna, ett slags kråkvinkelbor, som på den finsktalande sidan motsvaras av hölmöläiset; danskarna berättade om Molboerna. Skillingtrycket De vidtbekjendte Molboers vise Gjerninger og tappre Bedrifter har sedan 1780-talet spritt ryktet om molboernas dumhet o många upplagor. En av historierna handlar om en man som får se en stork på sin åker. Han blir rädd att den ska trampa ner hans gröda och tänker springa ut i åkern för att schasa bort den. Emellertid slår det honom att han själv kan komma att trampa ner mycket mer säd än storken, varför han låter åtta drängar bära ut honom på åkern på en avhakad grind, så att han kan jaga bort storken utan att behöva bryta av ett enda strå. Numera berättar danskarna dumvitsar om Århusborna.
Tyskarna har berättat vitsar om Krähwinkel, om Schildbürger (kälkborgare) från den tyska staden Schilda; Mundinga i Schwaben var också måltavla för vitsar om kollektiv dumhet - ja, hela Schwaben var i tyskarnas ögon boplats för dumma människor; Schwabenstreich syftar på någon dum gärning; Schwabenalter syftar på det 40:e året vid vilken ålder en schwabare anses få förstånd; meningen Er hat das Schwabenalter noch nicht erreicht, det vill säga han har inte fått sina visdomständer än, röjer folkloren. Sedan har även die Ostfriesenwitze varit populära i Tyskland. Östfriserna är en etnisk grupp. Ett exempel på en östfrisvits är: "Varför låter östfriserna hönorna dricka varmt vatten? Så att de inte behöver koka äggen." Kälkestad nämns, såvitt man vet, första gången i Petrus Bångs kyrkohistoriska arbete (i rudbeckiansk anda): Priscorum sveo-gothorum ecclesia (1675), nämligen i det på sidan 29 förekommande ordstävet: "när Adam bodde i Kälkestad", ett uttryck, som författaren säger vara känt bland unga och gamla på hans tid. I Vilhelm Fredrik Palmblads översättning av Tiecks Die Schildbürger, som på svenska fick titeln Kälkborgarnas krönika (1813), är originalets Schilda, dit händelserna är förlagda, utbytt mot Kälkestad, som vid den tiden redan torde haft sin speciella betydelse ("bracksamhälle") stadgad. Ordet "kälkborgare" kan i litteraturen inte uppvisas förrän i slutet av 1700-talet.
Under 1990-talet berättades i Tyskland vitsar om Ossis respektive Wessis, det vill säga östtyskar och västtyskar[källa behövs]. bayrare har berättat vitsar om Fünsing; i Östeuropa berättar man vitsar om invånarna i Chełm.
I Nederländerna berättar man dumvitsar om invånarna i Kampen; i Flandern har man berättat vitsar om "Malleghem"; i Frankrike har man berättat vitsar om belgare, histoire belge[källa behövs].
I England har man berättat om The wise men of Gotham i Nottinghamshire. 
Portugiserna har berättat vitsar om invånarna i Beira[källa behövs].

## Svenska skämt
I Sverige berättades sådana skämt om folk över landskapsgränser och andra utsocknes, till exempel blekingar berättade historier om ölänningar (och tvärtom), vitsar utväxlades mellan Burträsk- och Norsjöbor i Västerbotten och historier berättades om säsongsarbetande dalkarlar i Mälardalen samt knallar, slättbor. Senare kom även historier i Stockholmsområdet om Tälje tokar (invånarna i Södertälje). Tälje tokar sågar av bräder i båda ändarna när de inte lyckas bära in dem genom en dörr, de gräver en grop när de vill bli av med en hög sand, de försöker fiska upp månens spegelbild ur en brunn osv. Författaren Torsten Kassius har skrivit en bok över ämnet Den gamla fabeln om Tälje tokar. Den är dock en mycket personlig skrift som till stor del utspelas i orientalisk miljö och ingalunda i Tälje.
Idag är det mest grannfolken och invandrarna som figurerar i dessa historier. Göteborgare och stockholmare drar gärna vitsar om varandra. Norrmännen drar samma vitsar om svenskar som svenskar berättar om norrmän, och norgevitsarna är många gånger samma historier som engelsmännen berättar om irländarna, Paddy och Mick. I USA så föredrar man skämt om polacker, dumb Polacks, som även de liknar norgehistorierna. Mera lokalt har man dragit vitsar om svenskar, såsom i Minnesota.
Moderna exempel på svenska komiker med drag av etnisk humor är bland annat Lasse Lindroth och Özz Nûjen.

## Snålhet
Historier om snålhet bör också räknas till sådana man berättar om grannar. I Sverige är smålänningar kända för sin extrema snålhet, och bland andra Ikea har använt snålhetsryktet i sin marknadsföring. I Danmark anses jyllänningarna vara snåla. I Finland är laihelaborna kända som "nihilister", snåla med pengar och mat. Symbolen för Laihela är en utdragen penni, ett småmynt som en laihelabo har haft svårt att släppa ifrån sig så att den har blivit utdragen till ett ovalt mynt. Dessa historier var lokala till en början men blev riksomfattande på 1960-talet. Internationellt är skottarna kända för sin snålhet; t.o.m. Joakim von Anka har ett skotskt efternamn i den engelskspråkiga originalversionen, Scrooge McDuck. I Skottland får däremot Aberdeen klä skott för snålhet - i Bulgarien är det Gabrovo. Tidigare har judar haft liknande rykte, se även antisemitism.
Ett gammalt ordspråk som att snålheten bedrar visheten gör att snålvitsarna ligger nära dumvitsarna.

## Rasistiska skämt
De grövre etniska skämten ligger på en skala mellan osmakligheter och ren rasism i avsikt att misskreditera en folkgrupp eller etnisk minoritet[källa behövs].

## Några vanliga typer av etnisk humor
- Norgehistoria
- Skottehistoria